# أسيتات الإيثيل
أسيتات الإيثيل (أو خلات الإيثيل، أو إيثانوات الإيثيل) هو مركب عضوي له الصيغة CH3-COO-CH2-CH3، والتي يمكن أن تكتب بالصيغة المجملة C4H8O2، ويكون على شكل سائل عديم اللون له رائحة مميزة تذكّر برائحة اللواصق.
يصنف أسيتات الإيثيل كيميائياً على أنه من الإسترات، وله استخدامات عملية كبيرة.

## التحضير
يحضّر أسيتات الإيثيل من إجراء تفاعل أسترة بين حمض الخليك والإيثانول بوجود محفز أو عامل مساعد في وسط حمضي:
كما يمكن إجراء غملية التحضير من جزيئتي أسيتالدهيد حسب شروط تفاعل تيشينكو Tishchenko reaction وذلك بوجود محفز من الألكوكسيدات.
من طرق التحضير الأخرى أيضاً إجراء تفاعل ألكلة حمض الخليك (الأسيتيك) باستخدام الإيثيلين.

## الخصائص
- يكون أسيتات الإيثيل في الشروط العادية من الضغط ودرجة الحرارة على شكل سائل عديم اللون له رائحة مميزة.
- ينحل أسيتات الإيثيل في الماء، وتبلغ قيمتها حوالي 83 غ/ل عند الدرجة 20 °س.

## الاستخدامات
يعد أسيتات الإيثيل أحد المذيبات المهمة في الصناعات الكيميائية، حيث يستخدم بشكل كبير في صناعة اللواصق.
كان الإنتاج العالمي من أسيتات الإيثيل سنة 1985 حوالي 400 ألف طن، وارتفع سنة 2004 ليصبح 1.3 مليون طن سنوياً.